# Misodendron brachystachyum
Misodendron brachystachyum är en tvåhjärtbladig växtart som beskrevs av Dc.. Misodendron brachystachyum ingår i släktet Misodendron och familjen Misodendraceae. Inga underarter finns listade i Catalogue of Life.